# شوا ایرکرفت
شوا ایرکرفت (انگلیسی: Showa Aircraft) شرکت هوافضا و هواگردسازی ژاپنی است، که در سال ۱۹۳۷ تأسیس شد.